# تپه تل یا کوشک ولیعصر
تپه تل یا کوشک ولیعصر در شهرستان دهلران، بخش موسیان، روستای ولیعصر واقع شده و این اثر در تاریخ ۱۲ شهریور ۱۳۸۰ با شمارهٔ ثبت ۳۸۱۶ به‌عنوان یکی از آثار ملی ایران به ثبت رسیده است.